# Odiellus sublaevis
Odiellus sublaevis is een hooiwagen uit de familie echte hooiwagens (Phalangiidae).